# Cesare Cervetti

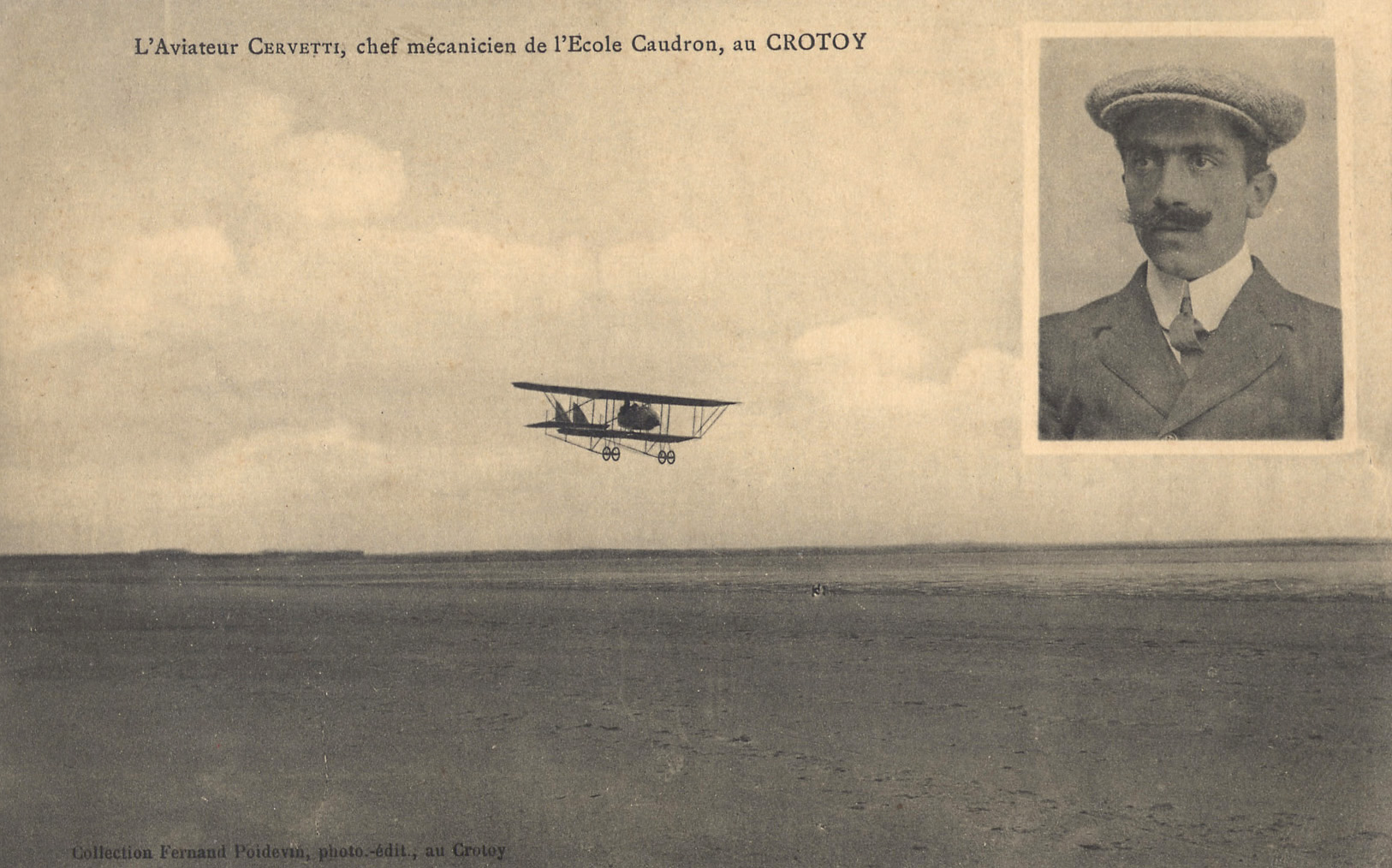
Cesare Cervetti, capo mecanico su Caudron G3

Cesare Cervetti (Savona, 25 settembre 1883 – Orbassano, 1948) è stato un pioniere dell'aviazione italiano.

## Biografia
Rimasto orfano di padre in giovane età, a 15 anni si arruola volontario in Marina. Congedato nel 1905 si trasferisce prima in Svizzera e successivamente in Francia. Ottenuto il brevetto d'aviatore nel 1913 ,  è stato capo meccanico  della neonata Société des avions Caudron, che nei primi anni ha la sede a Le Crotoy.   Fondata dai fratelli Caudron nel 1909, la Société des avions Caudron è nota per lo sviluppo di aerei ad alte prestazioni fin dall'inizio della prima guerra mondiale tra cui il Caudron G.2, il G.3, il G.4 e il G.6.  
Allo scoppio della prima guerra mondiale Cesare Cervetti rientra in Italia, dove viene richiamato alle armi. La Direzione Tecnica dell'Aviazione Militare lo assegna all'AER di Orbassano come capo collaudatore, fino alla chiusura dell'AER stessa al termine della prima guerra mondiale. 
Terminata la guerra avvia, sempre a Orbassano, un laboratorio di fibbie in ottone per finimenti della cavalleria.